# 连国栋
连国栋（？—？），汉军正蓝旗人，是一名清朝政治人物。
连国栋曾于1673年接替李曦任青浦县知县一职，1675年由陈国祝接任。